# Baron Brabourne

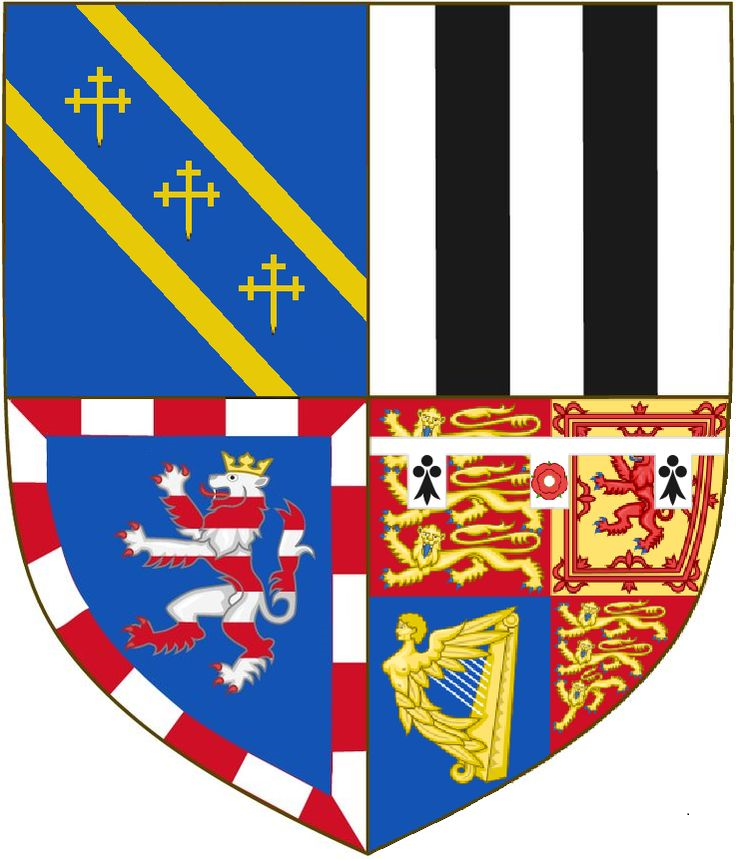
Wappen des aktuellen Baron Brabourne

Baron Brabourne, of Brabourne im County of Kent ist ein erblicher britischer Adelstitel in der Peerage of the United Kingdom.
Ihr Name wird bray-burn ausgesprochen.

## Baron Brabourne
Der Titel wurde am 26. Mai 1880 für den liberalen Politiker Edward Knatchbull-Hugessen geschaffen, den zweiten Sohn von Sir Edward Knatchbull, 9. Baronet (of Mersham Hatch). Dieser war Abgeordneter im House of Commons und Staatssekretär im Innen- und Kolonialministerium gewesen.
Beim Aussterben der Nachkommenlinie des älteren Bruders des 1. Barons 1917, erbte der 4. Baron auch den 1641 in der Baronetage of England geschaffenen Titel 13. Knatchbull Baronet, of Mersham Hatch, und ließ daraufhin 1919 seinen Familiennamen zu Knatchbull verkürzen.
Der 7. Baron heiratete 1946 Patricia Mountbatten, die älteste Tochter des berühmten Marineoffiziers und letzten britischen Vizekönigs von Indien Louis Mountbatten, 1. Earl Mountbatten of Burma. Da dessen Titel kraft ausdrücklicher Regelung an seine Töchter übergehen konnten, erbte Patricia Knatchbull beim Tode ihres Vaters im Jahre 1979 dessen Titel.
Beim Tod des 7. Barons am 22. September 2005 erbte dessen ältester Sohn die Baronswürde als 8. Baron. Beim Tod seiner Mutter am 13. Juni 2017 erbte dieser auch deren Titel als 3. Earl Mountbatten of Burma. Die Baronie ist seither ein nachgeordneter Titel des Earls – der älteste Sohn des Earls führt seither als Titelerbe den Höflichkeitstitel Lord Brabourne.

## Baronetcy, of Mersham Hatch
Die Baronetcy, of Mersham Hatch in the Country of Kent, wurde 1641 in der Baronetage of England für Sir Norton Knatchbull geschaffen, Abgeordneter für Kent und New Romney im englischen House of Commons war. Auch sein Sohn, der 2. Baronet, vertrat diese Wahlkreise im Parlament. Sein Neffe, der 4. Baronet (der seinem Vater, einem jüngeren Bruder des 2. Baronet, nachgefolgt war), saß als Parlamentsmitglied für Rochester, Kent und Lostwithiel. Sein Nachfolger wurde sein Sohn, der 5. Baronet, der 1733 als High Sheriff of Kent diente. 1746 übernahm er durch Private Act des irischen Parlaments den zusätzlichen Familiennamen Wyndham, als Generalerbe des Thomas Wyndham, 1. Baron Wyndham, seinem Großvater mütterlicherseits. Sein Sohn, der 6. Baronet, vertrat Kent im Parlament. Bei seinem Tod ging der Titel an seinen Onkel, den 7. Baronet, über. Er saß als Abgeordneter für Armagh im irischen House of Commons. Sein Sohn, der 8. Baronet, war 1785 High Sheriff of Kent und vertrat später Kent im House of Commons.

## Liste der Baronets of Mersham Hatch und Barone Brabourne

### Knatchbull Baronets, of Mersham Hatch (1641)
- Sir Norton Knatchbull, 1. Baronet (1602–1685)
- Sir John Knatchbull, 2. Baronet (1636–1696)
- Sir Thomas Knatchbull, 3. Baronet († 1712)
- Sir Edward Knatchbull, 4. Baronet († 1730)
- Sir Wyndham Knatchbull-Wyndham, 5. Baronet (1699–1749)
- Sir Wyndham Knatchbull-Wyndham, 6. Baronet (1737–1763)
- Sir Edward Knatchbull, 7. Baronet (1704–1789)
- Sir Edward Knatchbull, 8. Baronet (1760–1819)
- Sir Edward Knatchbull, 9. Baronet (1781–1849)
- Sir Norton Knatchbull, 10. Baronet (1808–1868)
- Sir Edward Knatchbull, 11. Baronet (1838–1871)
- Sir Wyndham Knatchbull, 12. Baronet (1844–1917)
- Cecil Knatchbull-Hugessen, 4. Baron Brabourne, 13. Baronet (1863–1933)

wegen der weiteren Erbfolge siehe unten

### Barone Brabourne (1880)
- Edward Knatchbull-Hugessen, 1. Baron Brabourne (1829–1893)
- Edward Knatchbull-Hugessen, 2. Baron Brabourne (1857–1909)
- Wyndham Knatchbull-Hugessen, 3. Baron Brabourne (1885–1915)
- Cecil Knatchbull-Hugessen, 4. Baron Brabourne (1863–1933)
- Michael Knatchbull, 5. Baron Brabourne (1895–1939)
- Norton Knatchbull, 6. Baron Brabourne (1922–1943)
- John Knatchbull, 7. Baron Brabourne (1924–2005)
- Norton Knatchbull, 3. Earl Mountbatten of Burma, 8. Baron Brabourne (* 1947)

Titelerbe (Heir apparent) ist der Sohn des jetzigen Titelinhabers Nicholas Louis Charles Norton Knatchbull, Lord Brabourne (* 1981).